# Нікола Джексон
Нікола Джексон (англ. Nicola Jackson, 19 лютого 1984) — британська плавчиня.
Учасниця Олімпійських Ігор 2000 року.
Чемпіонка світу з водних видів спорту 2001 року.
Чемпіонка світу з плавання на короткій воді 2000 року, призерка 1999 року.
Призерка Чемпіонату Європи з плавання на короткій воді 1999 року.